# Le Vent de la nuit (film)
Le Vent de la nuit je filmové drama francouzského režiséra Philippe Garrela z roku 1999. Hlavní role ve filmu hrají Catherine Deneuve (Hélène), Daniel Duval (Serge) a Xavier Beauvois (Paul). Autorem hudby k filmu je John Cale a soundtrack vyšel pod názvem Le Vent de la nuit.